# Нарендран, Текке Куруппате
Текке Куруппате Нарендран (англ. Thekke Kuruppathe Narendran; T.C. Narendran; 24 февраля 1944, Триссур — 31 декабря 2013, Кожикоде) — индийский энтомолог, академик Индийской академии наук, профессор Калькуттского университета, крупный систематик и таксономист Индии. Описал более 1000 новых для науки видов насекомых.

## Биография
Родился 24 февраля 1944 года в г. Триссур (штат Керала). Долгие годы (в 1972—2004) проработал в Калькуттском университете, где был профессором (заведовал кафедрой зоологии) и подготовил многочисленные кадры индийских таксономистов. Его крупнейшими публикациями стали монографические ревизии азиатской фауны перепончатокрылых насекомых из семейств паразитических наездников Chalcididae (1989), Torymidae & Eurytomidae Индийского субконтинента (1994) и Индо-Австралийских представителей семейства Ormyridae (1999). Им описано 50 новых родов и 1043 новых для науки видов насекомых, таких как наездники, муравьи и другие.
- 1999 — Академик Indian Entomology Academy, Ченнаи[4]
- 2000 — Академик Indian Academy of Sciences, Бангалор (IASc)[5]
- 2003 — Вице-президент Ethological Society of India, Бангалор[4]
- 2004 — удостоен награды «E.K. Janaki Ammal National Award for Taxonomy of the Ministry of Environment and Forests»[6]
- 2006 — Президент Треста «Prof. T. C. Narendran Trust for Animal Taxonomy» (Reg. No 202 of 2006 — Калькутта, Керала, Индия)[4]
- 2007 — Академик-основатель Entomology academy of India, Ченнаи[4]
- 2008 — удостоен награды «Swadeshi Shastrapuraskaram»[2]
- Грант Эрнста Майра (Ernst Mayr grant of Harvard University)[2]
- Грант Королевского Общества (Royal Society, London, grant for research at Natural History Museum, Лондон)[2]
- 25 видов животных названы в честь профессора Нарендрана[2]

Был главным редактором международного зоологического журнала «Biosystematica» (An international journal on animal taxonomy, diversity, ecology and zoogeography). В последние годы работал координатором биологического проекта «All India Coordinated Project on Taxonomy and Capacity Building (AICOPTAX, Hymenoptera)» при Зоологической Службе Индии (Zoological Survey of India), куда он перешёл после отставки с кафедры зоологии Калькуттского университета.
Скончался 31 декабря 2013 года в возрасте 69 лет от сердечного приступа.

## Основные труды
Опубликовано более 350 научных работ, включая 9 книг (из них 6 монографий).
- Narendran, T .C. 1974. Oriental Brachymeria. Department of Zoology, University of Calicut, Kerala, India.
- Narendran, T. C. 1989. Oriental Chalcididae (Hymenoptera: Chalcidoidea). Zoological Monograph. Department of Zoology, University of Calicut, Kerala, India. 441pp.
- Narendran, T. C. 1994. Torymidae and Eurytomidae of Indian subcontinent. University of Calicut, Kerala, India. 500pp.
- Narendran, T. C. 1999. Indo-Australian Ormyridae (Hymenoptera: Chalcidoidea). Privately published. iii + 227 pp.
- Narendran, T. C. 2007. Indian Chalcidoid Parasitoids of the Tetrastichinae (Hymenoptera: Eulophidae). Occasional Paper No. 272, Zoological Survey of India, Kolkata. vi + 390pp.